# Haplopappus boelckei
Haplopappus boelckei là một loài thực vật có hoa trong họ Cúc. Loài này được Tortosa, Adr.Bartoli mô tả khoa học đầu tiên năm 2002.